# Zerzura

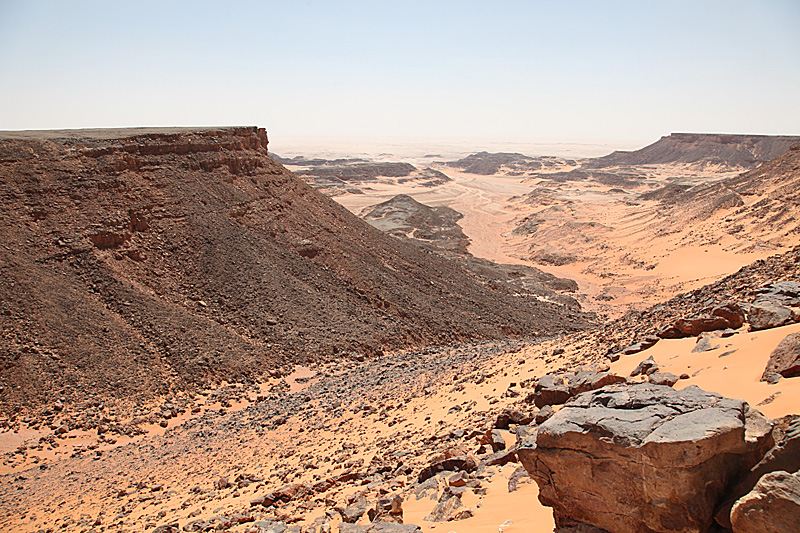
Vista d'on es trobava l'oasi de Zerzura.

Zerzura és el nom d'una vila amb oasi mític que s'alçava al desert de Líbia (tot i que algunes fonts la situen a Egipte). Les seves cases eren totes de color blanc i a les aigües de l'oasi s'hi congregaven moltes aus, convertint l'indret en un petit paradís terrenal, segons les cròniques. Diverses expedicions han intentat ubicar-la com a lloc real, sense èxit. Apareix a obres com El pacient anglès i va donar nom a un club de la ciutat de Wadi Halfa, de desplaçats atrets per la llegenda durant la Segona Guerra Mundial.
L'origen del mite pot trobar-se en la ciutat de Dionís que descriu Heròdot. Una de les primeres fonts en esmentar-la és el llibre medieval Kitab al Kanuz, que recull diverses faules i llegendes. Una d'elles (del segle xiii) esmenta una ciutat rica i plena de tresors amagada entre les dunes. Un mercader que liderava una caravana de camells es va perdre en 1481 enmig del desert i quan va tornar a la civilització va afirmar haver sobreviscut gràcies a les cures d'un lloc "no musulmà" anomenat Zerzura, que també es caracteritzava per la seva riquesa. Va descriure la blancor de les cases i la bellesa de l'indret. Un altre cameller va afirmar haver trobat l'oasi en 1835, ja en ruïnes però amb aigua i vegetació.